# 乾杯グラス (フォーリーブスの曲)
「乾杯グラス」（かんぱいグラス）は、1977年2月25日にCBS・ソニー（現：ソニー・ミュージックレーベルズ）から発売されたフォーリーブスの33枚目のシングルである。

## 収録曲
※両曲共に作詞：阿久悠　作曲：井上忠夫　編曲：馬飼野康二
1. 乾杯グラス
2. 流れゆく季節に